# Sedīn-e Yek
Sedīn-e Yek (persiska: سدین یک, Seyyedīn-e Yek) är en ort i Iran.   Den ligger i provinsen Khuzestan, i den centrala delen av landet, 500 km söder om huvudstaden Teheran. Sedīn-e Yek ligger 21 meter över havet och antalet invånare är 620.
Terrängen runt Sedīn-e Yek är mycket platt.Runt Sedīn-e Yek är det ganska tätbefolkat, med 144 invånare per kvadratkilometer. Närmaste större samhälle är Ahvaz, 13,7 km väster om Sedīn-e Yek. Trakten runt Sedīn-e Yek är ofruktbar med lite eller ingen växtlighet.